# Schloss Dahmshöhe

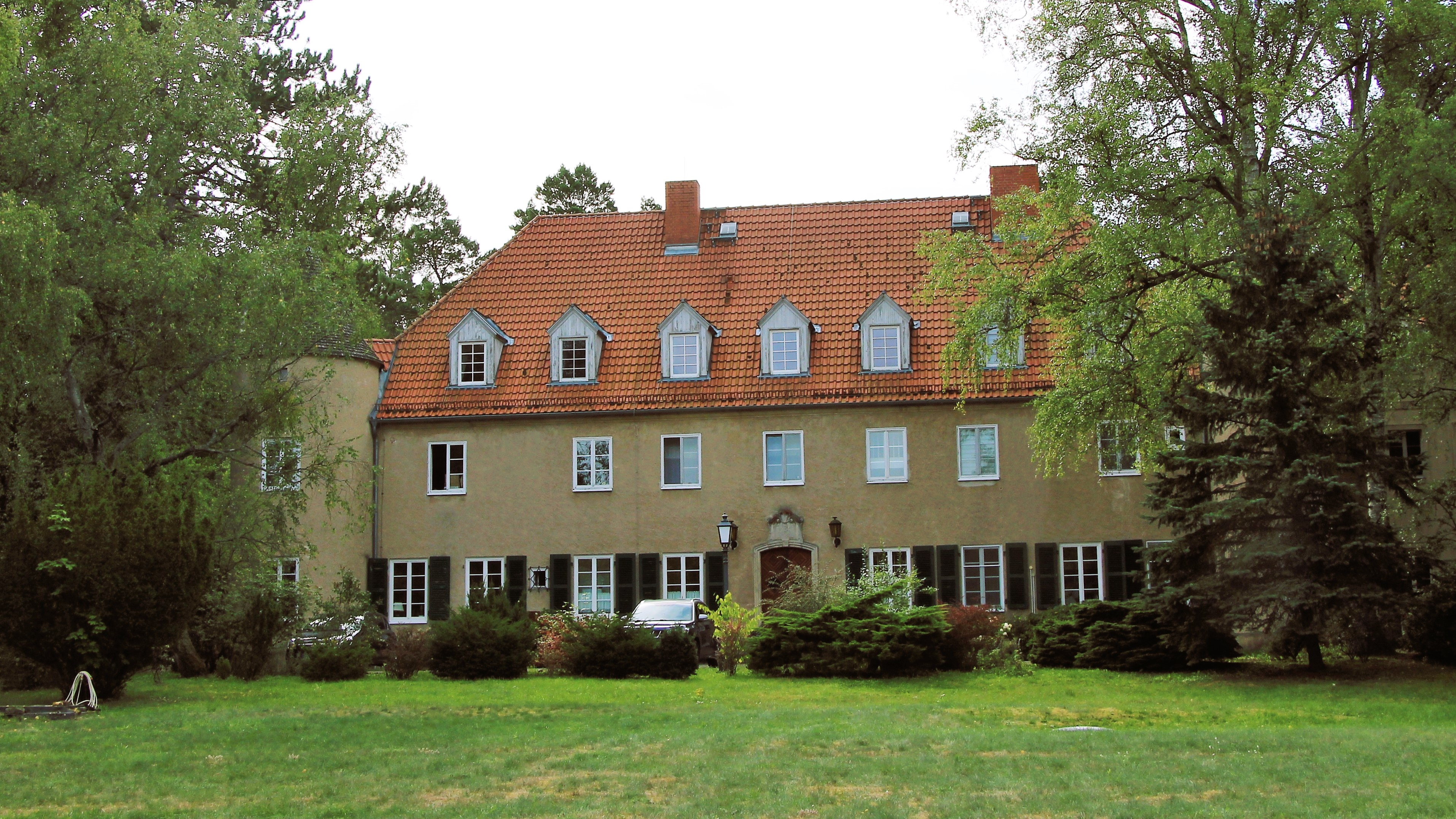
Schloss Dahmshöhe (2022)

Schloss Dahmshöhe (auch Waldschlösschen oder Haus Dahmshöhe genannt) ist ein denkmalgeschütztes Herrenhaus im Ortsteil Altthymen der brandenburgischen Stadt Fürstenberg/Havel. Es ist etwa zwei Kilometer südwestlich der Ortslage von Altthymen gelegen. In unmittelbarer Nähe des Geländes befinden sich südlich der Thymensee und nordöstlich der Große Schwaberowsee. Außerdem sind weite Teile der waldreichen Umgebung heute dem Naturschutzgebiet Thymen zugehörig.

## Geschichte

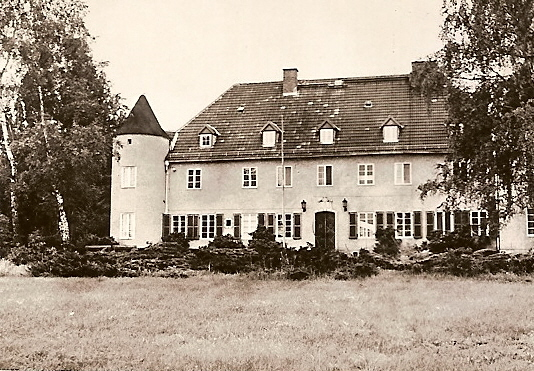
Schloss Dahmshöhe als Kinderkurheim um 1987

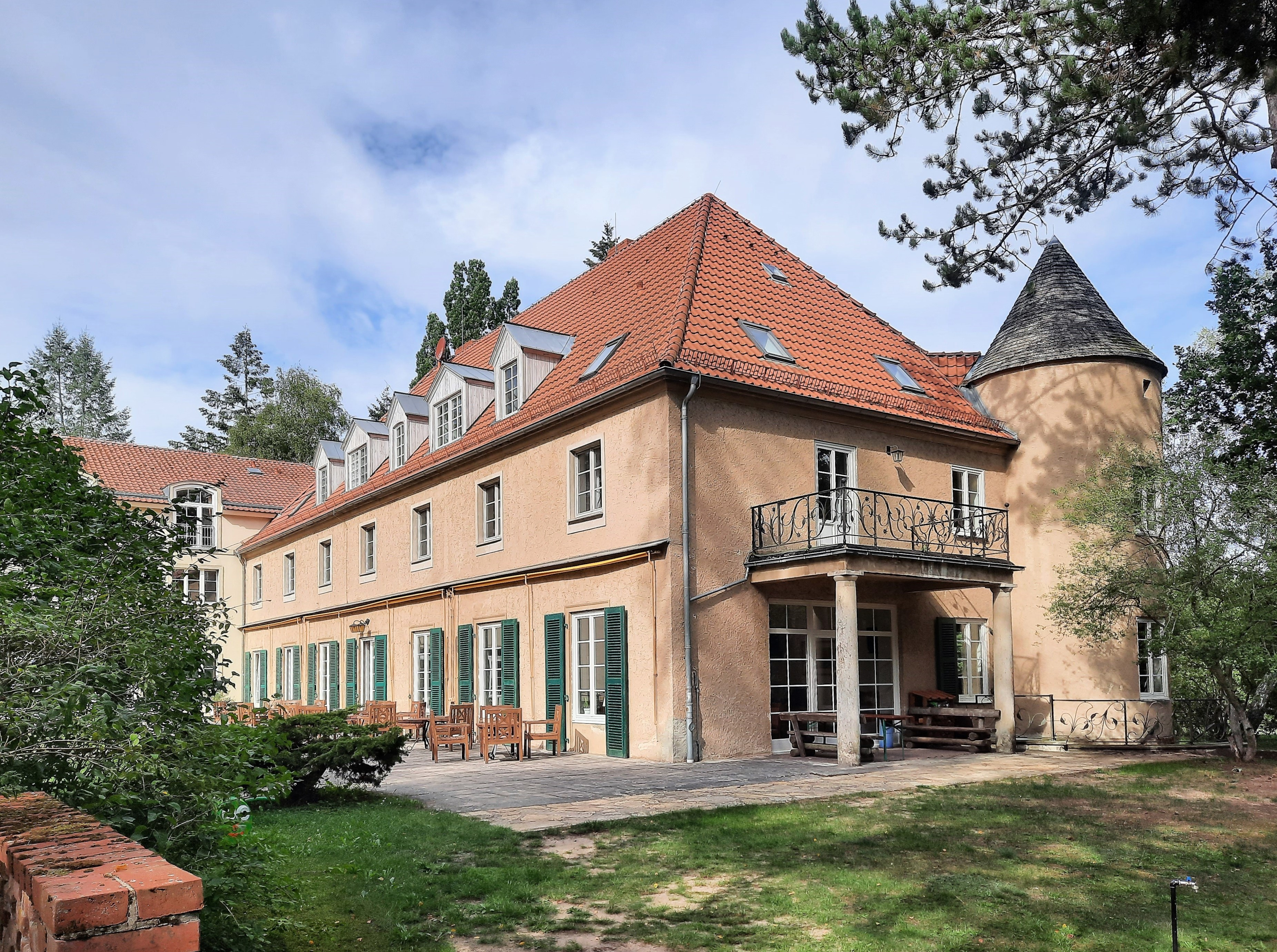
Gartenseite (2022)

1929 erwarb der Berliner Bankier und Kunstsammler Siegfried Bieber von Geheimrat Richard Weber aus Berlin das 235 Hektar große Gut Dahmshöhe bei Altthymen, das bis etwa 1865 als Ochsenkrug bekannt war und dann den Namen des Altthymer Lehenschulzen Carl Ferdinand Dahms erhielt. Der bei weitem größte Teil der Fläche bestand damals wie heute aus Wald, 30 Hektar wurden als Ackerland ausgewiesen, 40 Hektar als Grünland. Der Viehbesatz bestand aus 5 Pferden und 22 Rindern.
Bieber ließ sich in einigem Abstand zur alten Gutsanlage mit ihren einfachen Wirtschaftsgebäuden einen exklusiven Landsitz errichten. Hiermit betraute er Paul Schultze-Naumburg, damals einer der namhaftesten konservativen Architekten in Deutschland. Da Schultze-Naumburg vor allem repräsentative Villen und Herrenhäuser entwarf, gehörten auch Bauherren aus den Kreisen des jüdischen Großbürgertums zu seinen Kunden. Nach dem Ersten Weltkrieg hatte sich Schultze-Naumburg jedoch immer mehr auf rassistische und antisemitische Positionen zubewegt. 1928 erschien sein Buch „Kunst und Rasse“, zwei Jahre später wurde er Mitglied der NSDAP. Siegfried Bieber können diese Auffassungen seines Architekten nicht unbekannt geblieben sein, welche offenbar in seinen Augen gegenüber der gemeinsamen Vorliebe für traditionelles, landschaftsverbundenes Bauen zurücktraten.
Als Siegfried Bieber das neue Haus 1930 bezog, war er 57 Jahre alt und auf dem Höhepunkt seiner beruflichen Laufbahn. Er und seine Frau Josephine waren engagierte Kunstsammler. Ihr Interesse galt besonders der niederländischen Malerei des 17. Jahrhunderts. Auch die Räume im Schloss Dahmshöhe dürften einen Teil ihrer Kunstsammlung beherbergt haben. Den 56.000 m² großen Park ließ Siegfried Bieber nach eigenen Detailplanungen anlegen. Hinzu kam ein botanischer Garten mit kleinem Tropenhaus.
1939 musste der 1935 mit seiner Frau in die Schweiz geflohene Bieber Dahmshöhe an Nazisympathisanten zwangsverkaufen. Wenig später errichteten Häftlinge des Frauenkonzentrationslagers Ravensbrück unter anderem ein Barackenlager für die Reiter-SS auf dem Gutshof.
Nach 1945 wurden die Baracken als Notunterkünfte für die befreiten Häftlinge des ehemaligen KZ sowie für Flüchtlinge aus den deutschen Ostgebieten genutzt.
Von 1947 bis 1990 war das Schloss ein Kinderkurheim, in dem unter anderem Erholungskuren (auch für an Mukoviszidose erkrankte Kinder und Jugendliche) angeboten wurden. In etlichen Landkarten wurde der Ort fälschlich als Damshöhe bezeichnet.
Gegenwärtig beherbergt das Schloss die Bildungs- und Begegnungsstätte „Haus Dahmshöhe“ des Lebenshilfe Landesverbandes Brandenburg e.V. Als offenes Haus der Begegnung können heute Menschen mit und ohne Behinderung hier ihre Zeit verbringen. Das von einem Walmdach und zwei Türmen geprägte zweigeschossige Gebäude, der angrenzende Park und ein dazugehöriges Pumpwerk, das ebenfalls in den Jahren 1929–1930 entstand, stehen unter Denkmalschutz.

Ehemaliges Guts- und Wirtschaftsgelände Dahmshöhe
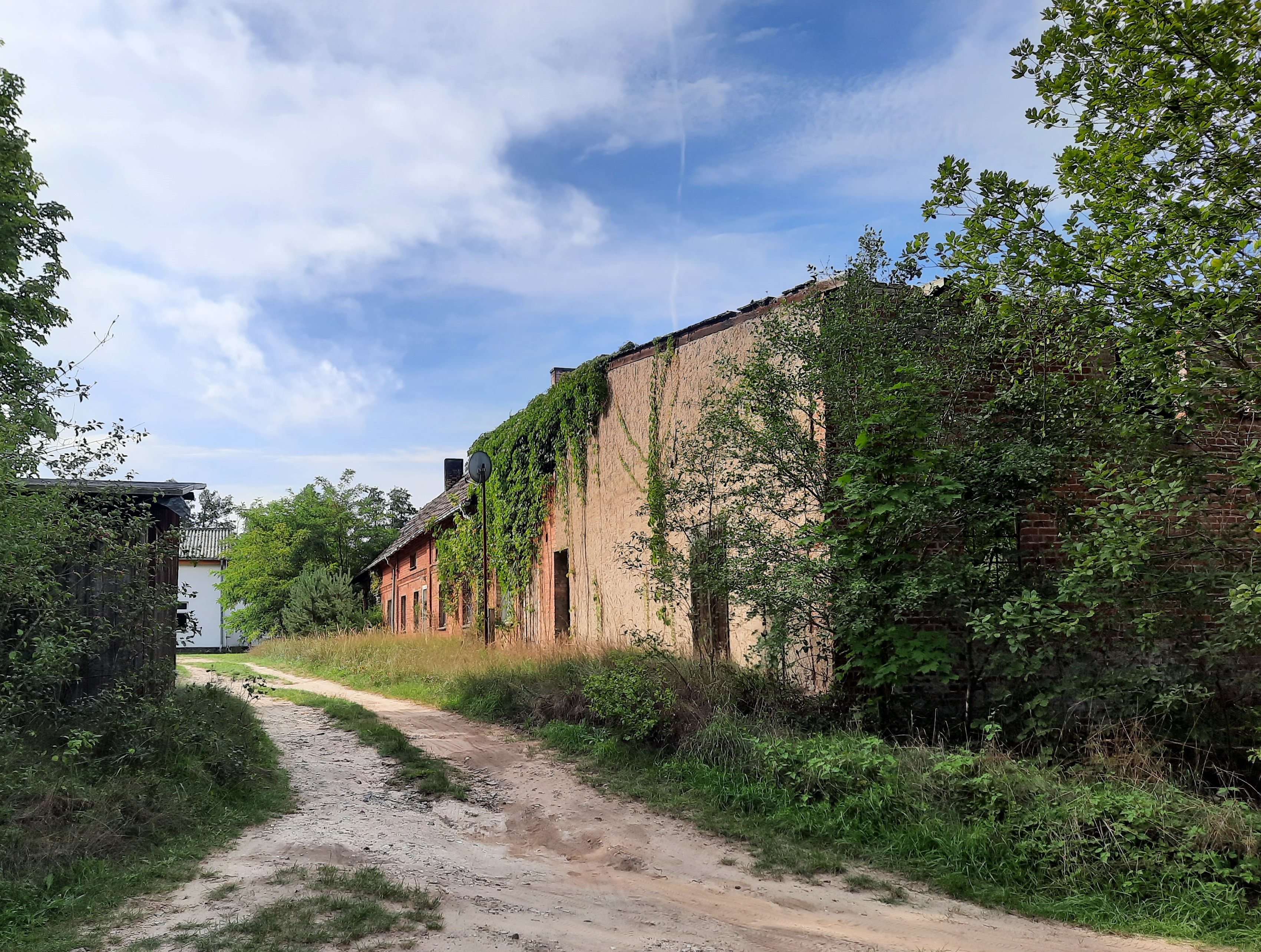
Ehemaliges Guts- und Wirtschaftsgebäude (2022)
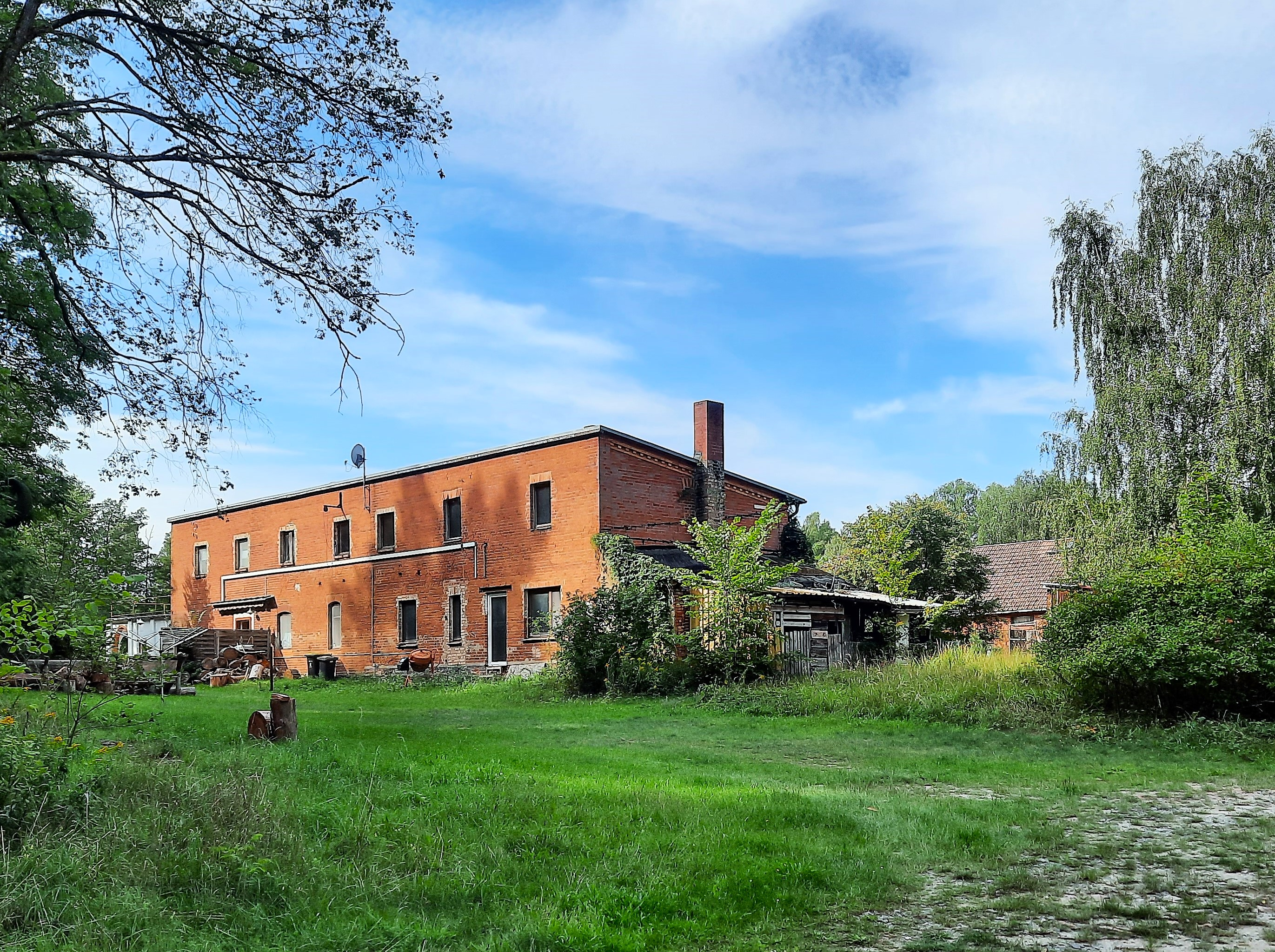
Ehemaliges Guts- und Wirtschaftsgebäude (2022)
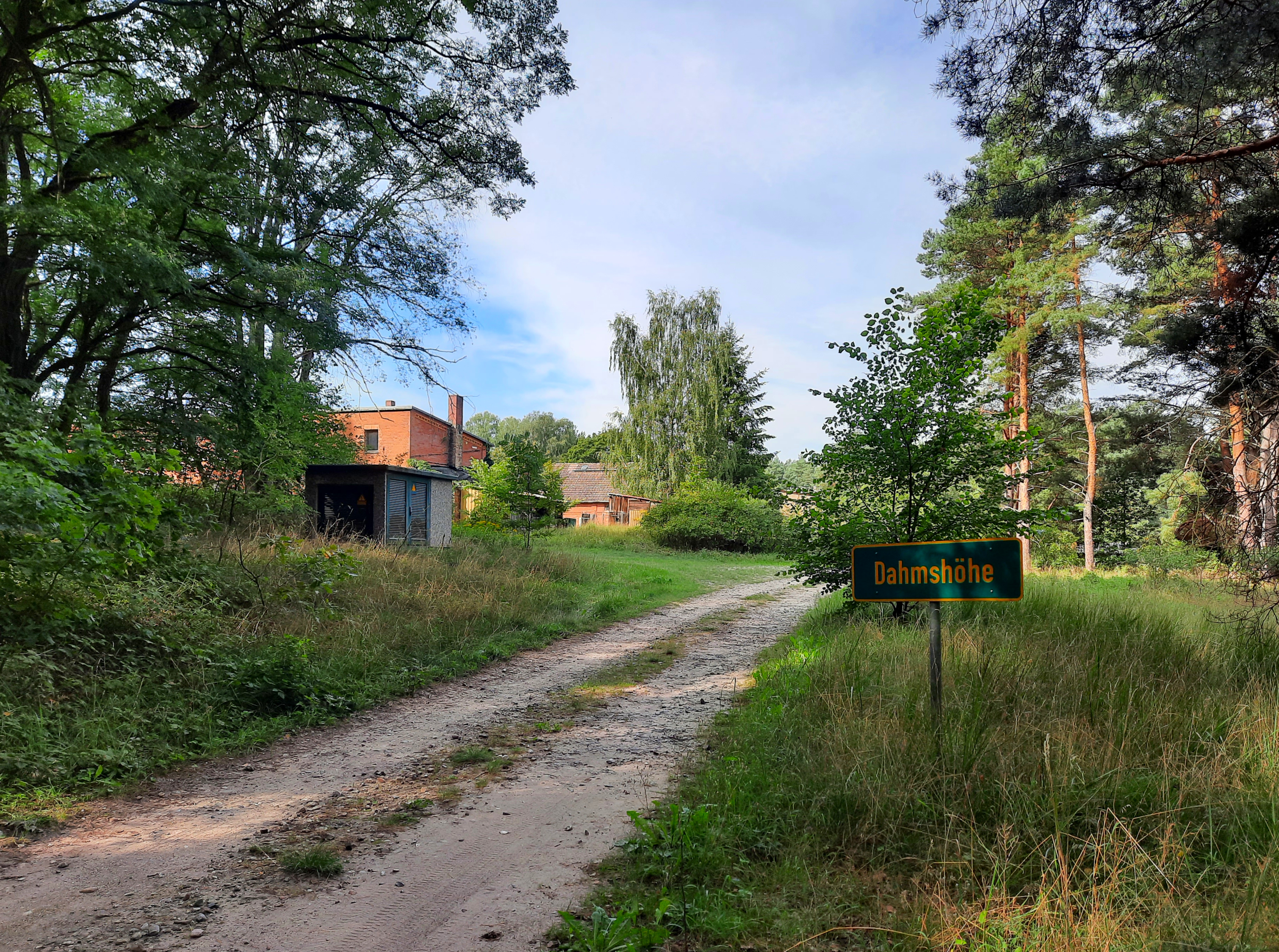
Ortseingangsschild am von Altthymen zur Siedlung führenden Weg (2022)
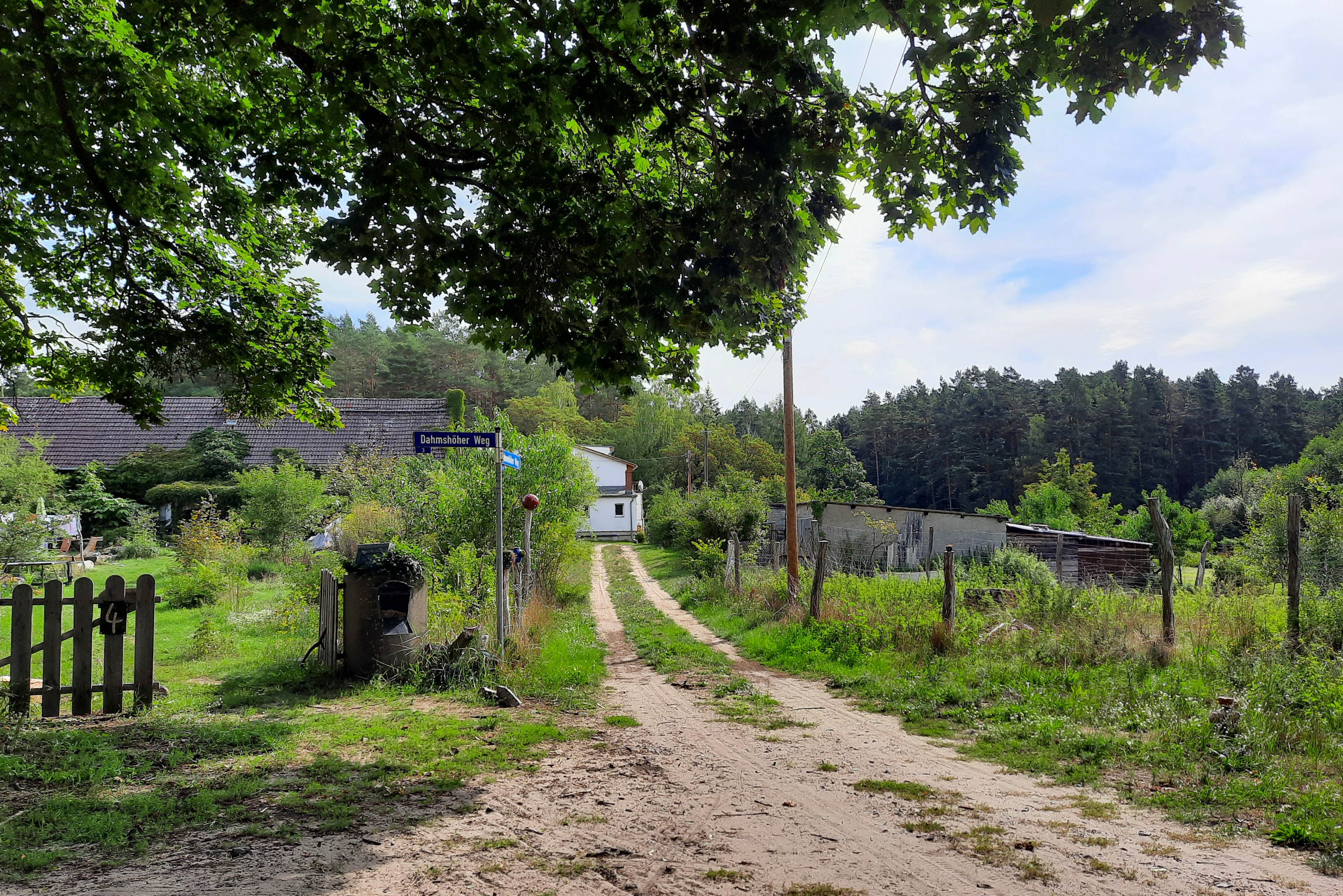
Dahmshöher Weg am ehemaligen Gutsgelände (2022)